# Murisengo
Murisengo é uma comuna italiana da região do Piemonte, província de Alexandria, com cerca de 1.511 habitantes. Estende-se por uma área de 15 km², tendo uma densidade populacional de 101 hab/km². Faz fronteira com Montiglio Monferrato (AT), Odalengo Grande, Robella (AT), Villadeati.

## Demografia
| Variação demográfica do município entre 1861 e 2011                               |
|                                                                                   |
| Fonte: Istituto Nazionale di Statistica (ISTAT) - Elaboração gráfica da Wikipedia |